# Charters Towers, Queensland

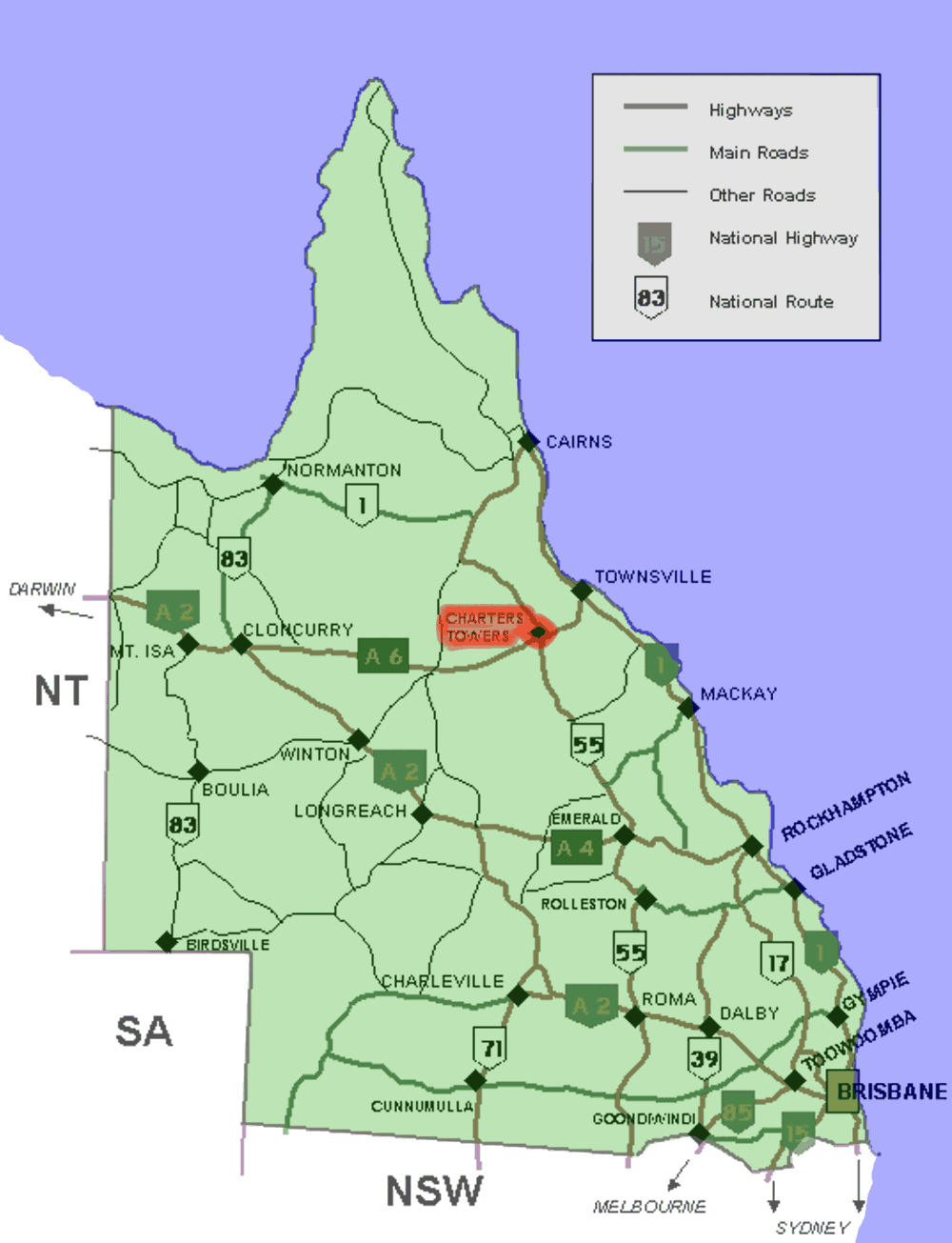
Localizarea oraşului Charters Towers în Queensland

Charters Towers este un oraș și o Zonă de Guvernare Local din statul Queensland, Australia. Orașul are o populație de aproximat 10.000 de persoane și este situat în nordul statului, 135 km sud-vest de la Townsville. Charters Towers a fost fondat în 1870 din cauză zăcămintelor de aur din împrejur. Între 1871 și 1917, minele de aur din oraș au produs peste 200 de tone de aur. În acest timp, Charters Towers a avut bursă de valori, fiind singurul oraș australian care nu era capitală de stat dar avea această infrastructură. De asemenea, populația era de 27.000 la sfârșitul secolului XIX, orașul fiind cel mai mare din Queensland după capitala Brisbane.